# 1965 au Québec
Cet article traite des événements survenus en 1965 au Québec. 

## Événements

### Janvier
- 18 janvier : les libéraux remportent les élections partielles de Terrebonne et de Saint-Maurice[1].
- 21 janvier : ouverture de la quatrième session de la 27e législature. Le discours du Trône annonce l'établissement d'une Régie des rentes du Québec, la création d'une Caisse de dépôt et placement ainsi que d'une société d'État destinée à l'exploitation minière (SOQUEM)[2].

### Février
- 22 février : Maurice Roy est nommé cardinal par le pape Paul VI[3].
- 25 février : la commission Laurendeau-Dunton constate que le Canada traverse une crise majeure mais que plusieurs Canadiens-français n'en sont pas conscients[4].
- 27 février : Paul Gérin-Lajoie signe à Paris une entente visant à développer la coopération France-Québec dans le domaine de l'éducation. C'est la première entente internationale signée par le Québec[5].

### Mars
- 1er mars : le Service d'immigration du Québec est fondé. Son but est d'établir les besoins en immigration de la province et est une mesure temporaire en attendant la création d'un véritable ministère de l'Immigration[6].
- 1er mars, une explosion d'une conduite de gaz naturel survient dans la quartier d'immeuble à loyer modique de LaSalle Heights et cause 28 décès, 39 blessés et plus de 200 sans-abri[7],[8].
- 7 mars : l'utilisation du français au lieu du latin est désormais couramment utilisée lors de la célébration de la messe[9].
- 21 mars : lors d'un congrès d'orientation de l'Union nationale, Daniel Johnson lance son livre Égalité ou indépendance, qui résume sa pensée constitutionnelle[10].
- 31 mars : annonce de la création de Sidbec, une compagnie de sidérurgie présidée par Gérard Filion qui sera établie à Bécancour[11].

### Avril
- 12 avril : formulation de la doctrine Gérin-Lajoie[12].
- 25 avril : fondation de la Fédération des femmes du Québec[13].

### Mai
- 1er mai - Les Canadiens de Montréal battent les Blackhawks de Chicago en 7 matchs et remportent leur première Coupe Stanley depuis 1960. Jean Béliveau, qui s'est particulièrement illustré durant les séries éliminatoire, remporte le premier trophée Conn-Smythe[14].
- 2 mai : Pierre Laporte annonce la création d'une future Société d'habitation du Québec[15].
- 11 mai : René Lévesque dépose le projet de loi créant SOQUEM, société d'État vouée à la découverte et à l'exploitation des ressources naturelles[15].
- 13 mai : Gérin-Lajoie publie le règlement devant régir l'enseignement primaire et secondaire. Il fixe à 6 ans la durée du cours primaire, à 5 ans celui du secondaire et à 6 ans "à partir du 1er octobre" l'admission des écoliers. Il crée également une année d'école maternelle "non obligatoire" avant le début du cours primaire.
- 21 mai : dépôt de la loi créant la Régie des rentes du Québec[16].
- 24 mai : une manifestation indépendantiste à l'occasion du Victoria Day dégénère en affrontement avec la police, qui doit se servir de la matraque et de cocktails Molotov. Le bilan est de 203 arrestations[17].
- 26 mai : dépôt de la loi créant la Caisse de dépôt et placement[18].

### Juin
- 13 juin : Marcel Pepin succède à Jean Marchand comme chef de la CSN[19].

### Juillet
- 1er juillet : une manifestation violente se déroule au parc La Fontaine à l'occasion de la fête de la Confédération. Il y a 105 arrestations. Pendant ce temps, une bombe explose contre un mur de l'hôtel de ville de Westmount. Le FLQ est soupçonné[20].
- 5 juillet : adoption de la loi fusionnant les 14 municipalités de l'île Jésus pour former la ville de Laval[21].
- 29 juillet : dépôt de la loi accordant le droit de négociation et le droit de grève dans la fonction publique[22].

### Août
- 6 août : la session est prorogée[23].

### Septembre
- 7 septembre : douze ouvriers sont tués lors d'une explosion sur le chantier de construction du pont de Trois-Rivières[24].
- 8 septembre : Le gouvernement libéral dirigé par Jean Lesage annonce que le taux horaire du salaire minimum sera porté à 0,85 dollar à Montréal tandis que, dans le reste de la province, il passera à 0,80 dollar. Cette nouvelle mesure entrera en vigueur le premier octobre 1965. Québec annonce également que le salaire minimum au Québec sera porté à 1,05 $ à partir du 1er avril 1967, soit une augmentation de 20 cents[25].
- 10 septembre : les trois colombes Jean Marchand, Gérard Pelletier et Pierre Elliott Trudeau annoncent qu'ils seront candidats libéraux à la prochaine élection générale fédérale, le 8 novembre prochain[26].
- 14 septembre : première de la télésérie humoristique Cré Basile[27].

### Octobre
- 12 octobre : l'usine GM de Sainte-Thérèse est inaugurée[28].
- 14 octobre : Jean Lesage annonce un important remaniement ministériel. Eric Kierans devient ministre de la Santé, René Lévesque ministre de la Famille et du Bien-être, John Richard Hyde ministre du Revenu et Alphonse Couturier ministre du Tourisme, de la Chasse et de la Pêche[29].
- 15 octobre : inauguration du pont Hull-Ottawa[30].
- 21 octobre : inauguration de la nouvelle Bourse de Montréal[31].
- 22 octobre : une session spéciale (la cinquième session de la 27e législature) est ouverte afin de permettre la reprise du service des traversiers entre Québec et Lévis[29].

### Novembre
- 8 novembre : Lester B. Pearson remporte les élections générales mais son gouvernement sera de nouveau minoritaire. Au Québec, le résultat est de 56 libéraux, 10 créditistes et 9 conservateurs. Jean Marchand est élu dans Québec-Ouest, Gérard Pelletier dans Hochelaga et Pierre Trudeau dans Mont-Royal.
- 14 novembre : Gilles Lamontagne succède à Wilfrid Hamel à la mairie de Québec et remporte les élections municipales par une faible marge[32].
- 24 novembre : signature d'une entente de coopération culturelle entre le Québec et la France[33].
- 28 novembre : fondation du Parti communiste du Québec[23].
- 29 novembre : à 13 h 43, le premier ministre du Québec, Jean Lesage, actionne une manette au poste électrique de Lévis d'Hydro-Québec, mettant sous tension la première ligne de transport d'électricité à 735 kilovolt au monde, un projet initié par l'ingénieur Jean-Jacques Archambault[34].

### Décembre
- 3 décembre : le Théâtre de Quat'Sous est inauguré à Montréal[35].
- 17 décembre : Jean Marchand devient ministre de la Citoyenneté et de l'Immigration à Ottawa[36].
- 14 décembre : Création de la Fédération des Médecins Spécialistes du Québec [37]

## Naissances
- Josée-Anne Desrochers (mère de Daniel Desrochers) († 27 mars 2005)
- 17 janvier - Sylvain Turgeon (joueur de hockey)
- 27 janvier - Richard Merlini (homme politique)
- 28 janvier - Stéphane Bergeron (homme politique)
- 31 janvier - Bobby Dollas (joueur de hockey)
- 9 février - Michel Mongeau (joueur de hockey) († 22 mai 2010)
- 10 février - Mario Jean (humoriste et acteur)
- 9 mars - Dany Turcotte (humoriste)
- 10 mars - Gaétan Girouard (journaliste) († 14 janvier 1999)
- 25 mars - Joël Arseneau (enseignant, journaliste et homme politique)
- 15 avril - Robert Brouillette (acteur)
- 16 avril - Yves-François Blanchet (homme politique)
- 23 avril - Marie Turgeon (actrice)
- 21 mai - Éric Caire (homme politique)
- 27 mai - Nathalie Mallette (actrice)
- 1er juin - Hugo Dubé (acteur)
- 20 juin - Benoît Brière (acteur)
- 30 juin - Steve Duchesne (joueur de hockey)
- 3 juillet - Marie-Jo Thério (chanteuse et actrice)
- 14 juillet - Anne-Marie Losique (animatrice, chanteuse et productrice)
- 16 juillet - Claude Lemieux (joueur de hockey)
- 9 août - Vincent Auclair (homme politique)
- 11 août - Marc Bergevin (ancien joueur de hockey)
- 15 août - Marie Grégoire (femme politique)
- 24 août - Éric Bernier (acteur)
- 31 août - Céline Bonnier (actrice)
- 4 septembre - Sergio Momesso (joueur de hockey)
- 27 septembre - Bernard Lord (premier ministre du Nouveau-Brunswick)
- 4 octobre - France Parent (actrice)
- 5 octobre
  - Patrick Roy (gardien de but au hockey)
  - Mario Lemieux (joueur de hockey)
- 7 octobre - Martine Hébert (économiste, diplomate, communicatrice et sénatrice)
- 11 octobre - Chantal Fontaine (actrice)
- 12 octobre - Jean-Jacques Daigneault (joueur de hockey)
- 11 novembre - Pierre Dufour (homme politique)
- 17 décembre - Matthew Hilton (boxeur)
- 29 décembre - Manon Perreault (femme politique)

## Décès
- 27 janvier - Jean Desprez (Laurette Larocque) (auteure et comédienne) ( 1er septembre 1906)
- 13 février - Charles De Koninck (philosophe et théologien) (º 29 juillet 1906)
- 25 juillet - Joseph-Napoléon Francoeur (homme politique) (º 13 décembre 1880)
- 2 décembre - Joseph-Octave Mousseau (homme politique) (º 2 octobre 1875)
- 6 décembre - Oscar Duquette (constable à la Gendarmerie royale du Canada) (º 28 mai 1896)
- 18 décembre - Merrill Edwin Barrington (homme politique) (º 25 février 1920)
- 21 décembre - Claude Champagne (compositeur) (º 27 mai 1891)

### Articles généraux
- Chronologie de l'histoire du Québec (1960 à 1981)
- L'année 1965 dans le monde
- 1965 au Canada

### Articles sur l'année 1965 au Québec
- Élections fédérales canadiennes de 1965

## Sources et références
1. ↑  Bilan du Siècle
2. ↑  Louis La Rochelle. En flagrant délit de pouvoir. Boréal. 1982. p. 77
3. ↑  Le cardinal Maurice Roy. Le Devoir. 23 février 1965. p. 1, 10
4. ↑  Louis La Rochellle. En flagrant délit de pouvoir. Boréal Express. Montréal. 1982. p. 78
5. ↑  Dale C. Thompson. De Gaulle et le Québec. Éditions du Trécarré. 1990. p. 178-179
6. ↑  Bilan du Siècle
7. ↑  (en) « Ville de Montréal - Official city portal - News releases »
8. ↑  (fr) Commission de toponymie du Québec
9. ↑  Bilan du Siècle
10. ↑  Pierre Godin. Daniel Johnson tome 2. Éditions de l'Homme. 1980. p. 31
11. ↑  Bilan du Siècle
12. ↑  Claude Morin. L'art de l'impossible: la diplomatie québécoise depuis 1960. Boréa. Montréal. 1987. p. 30
13. ↑  La Fédération des femmes du Québec (fondée en 1966)
14. ↑  Conquête de la Coupe Stanley par le Canadien de Montréal
15. 1 2  En flagrant délit de pouvoir, p. 78
16. ↑  Marcel Thivierge. La caisse de dépôt devait accumuler $8 milliards en 1996; le nouveau régime la réduit à $2, 467 millions. Le Devoir. 22 mai 1965. p. 1
17. ↑  Louis Fournier. FLQ. Québec-Amérique. 1982. p. 107
18. ↑  Pierre Duchesne. Jacques Parizeau tome 1. Québec-Amérique. 2001. p. 360-361
19. ↑  Evelyne Gagnon. Pepin propose « un nouveau départ dans le combat social ». Le Devoir. 14 juin 1965. p. 1, 2
20. ↑  Louis Fournier.FLQ. Québec Amérique. Montréal. 1982. p. 108
21. ↑  Bilan du Siècle
22. ↑  Québec accorde à ses employés les droits de négociation et de grève. Le Devoir. 30 juillet 1965. p. 1, 2
23. 1 2  Chronologie parlementaire 1965-1966
24. ↑  Bilan du Siècle
25. ↑  Salaire minimum de $1.05 au Québec en avril 1967. Le Devoir. 9 septembre 1965. p. 1, 8
26. ↑  Jean-V. Dufresne. Marchand, Trudeau et Pelletier seront candidats libéraux. Le Devoir. 11 septembre 1965. p. 1, 2
27. ↑  Bilan du Siècle
28. ↑  Gilles Lesage, « M. Lesage inaugura à Ste-Thérèse l'usine des autos General Motors, la première au Québec », Le Devoir,‎ 13 octobre 1965, p. 3
29. 1 2  « Chronologie parlementaire 1965-1966 » (consulté le 7 avril 2009)
30. ↑  Bilan du Siècle
31. ↑  Gilles Lesage. Souffle de folie ou vent de jeunesse à la Bourse de Montréal. Le Devoir. 22 octobre 1965. p. 3
32. ↑  Bilan du Siècle
33. ↑  De Gaulle et le Québec p. 210
34. ↑  Hydro-Québec, « Hydro-Québec célèbre le 40e anniversaire de la mise en service de la première ligne à 735 kV », sur Hydro-Québec, 29 novembre 2005 (consulté le 11 janvier 2009)
35. ↑  Bilan du Siècle
36. ↑  Jean-Pierre Fournier. Pearson refait son ministère. Cinq nouveaux ministres et deux nouveux portefeuilles. Le Devoir. 18 décembre 1965. p. 1, 2
37. ↑  « A propos de la FMSQ » (consulté le 7 juin 2018).